# Beta Capricorni
Beta Capricorni (β Cap) – gwiazda wielokrotna w gwiazdozbiorze Koziorożca. Znajduje się około 388 lat świetlnych od Słońca. Układ tworzy co najmniej pięć związanych grawitacyjnie gwiazd.

## Nazwa
Gwiazda ta, a ściślej jaśniejszy składnik β¹ Cap, nosi tradycyjną nazwę Dabih. Wywodzi się ona od arabskiego ‏الذابح‎ al-dhābiḥ, co oznacza  „szczęśliwa (gwiazda) rzeźnika”. Znaczenie tej nazwy zostało zagubione, mogło odnosić się do rytualnej ofiary. Nazwa Dabih była przypisywana także gwieździe Alfa Capricorni (Algedi). Jaśniejszy składnik określany był także nazwą Dabih Major (łac. major oznacza „większy”), zaś słabszy nosił nazwę Dabih Minor („mniejszy”). Międzynarodowa Unia Astronomiczna zatwierdziła użycie nazwy Dabih dla określenia gwiazdy β¹ Cap.

## Charakterystyka układu
Beta Capricorni to hierarchiczny układ wielokrotny. Rozróżnialne przez lornetkę składniki β¹ Cap i β² Cap dzieli na niebie odległość 205 sekund kątowych (3,4′), a w przestrzeni co najmniej 21 000 au. Tym niemniej są one związane grawitacyjnie; okres obiegu tej pary to co najmniej milion lat.

### Beta¹ Capricorni
Jaśniejszy składnik, Beta-1 Capricorni (Dabih), jest gwiazdą potrójną. Tworzą ją jasny olbrzym reprezentujący typ widmowy K0 i gorętsza gwiazda typu widmowego B8, która okazuje się być spektroskopowo podwójna. Olbrzym, oznaczany także Beta Capricorni Aa, jest 600 razy jaśniejszy od Słońca. Olbrzym i gwiazda typu B8 (Beta Capricorni Ab) mają w przybliżeniu tę samą masę, około 4 mas Słońca, okrążają wspólny środek masy co 1374 dni (3,8 roku). Różnią się one jasnością: w paśmie widzialnym β Cap Aa ma wielkość gwiazdową równą 3,1m, a β Cap Ab – 4,9m. O trzecim składniku niewiele wiadomo, od β Cap Ab dzieli go odległość 0,1 au, a obieg zajmuje 8,7 dnia.

### Beta² Capricorni
Słabszy składnik, Beta-2 Capricorni, to gwiazda podwójna, którą tworzy olbrzym lub podolbrzym należący do typu widmowego B9,5, którego jasność przekracza czterdziestokrotnie jasność Słońca. Zawartość rtęci i manganu w tej gwieździe jest podwyższona, a nowsze pomiary ukazują, że tak samo jest w przypadku platyny, złota i bizmutu; jest to spowodowane rozdzieleniem pierwiastków w atmosferze gwiazdy. Obserwacje przez teleskopy kosmiczne i okultacja przez Księżyc ukazały, że w odległości około 30 au od niego krąży gwiazda ciągu głównego należąca do typu widmowego F8. Na niebie gwiazdy te dzieli 0,5″ (pomiar z 2015 r.), jaśniejsza z nich ma obserwowaną wielkość gwiazdową 6,16m, a słabsza 9,14m.

### Inne składniki
Na niebie wokół tego systemu widoczne są także inne gwiazdy, które tworzą układ optycznie wielokrotny, a potencjalnie mogą być związane grawitacyjnie z układem Beta Capricorni. Odkryta przez Ottona Struve gwiazda HD 193543 (wielkość gwiazdowa: 8,77m), którą oznaczył on Beta Capricorni C, znajduje się w odległości 226,1″ od β¹ Cap (pomiar z 2012 r.). Zaobserwowana przez Johna Herschela gwiazda podwójna oznaczona Beta Capricorni DE jest odległa o 115,9″ od β² Cap (pomiar z 2000 r.). Gwiazdy te dzieli 3,9″ (pomiar z 2000 r.), mają one jasność 13,7m i 14,4m.